# Vol Kolavia 348
Le vol Kolavia 348 est un vol intérieur de l’aéroport international de Sourgout vers l’aéroport international Domodiedovo de Moscou. Le 1er janvier 2011, l'appareil a pris feu lors de la phase de Roulage sur la piste, peu avant le décollage. Les passagers ont été évacués, mais 3 d'entre eux furent tués et 43 autres ont été blessés, dont 4 sérieusement. 

## Appareil
L’avion est un Tupolev Tu-154, enregistré RA-85588. Son entrée en service remonte à 1985 avec Aeroflot, sous l’immatriculation CCCP-85588. Ensuite il vole pour Mavial Magadan Airlines entre octobre 1994 et août 1999, date à laquelle il a commencé son service pour Vladivostok Air. Kogalymavia achète ensuite l’avion en avril 2007.

## Accident
Le matin du 1er janvier 2011, le vol 348 se prépare à décoller depuis l'aéroport de Sourgout pour un vol à destination de l'aéroport de Moscou-Domodedovo. A 10h00, alors que l'appareil est repoussé et démarre ses moteurs, un incendie s'est déclenché dans la partie centrale de l'avion, se propageant rapidement à l'intérieur de la cabine passagers.
Les moteurs et le groupe auxiliaire de puissance (APU) ont été immédiatement arrêtés et les toboggans de secours ont été déployés. En moins de quatre minutes, les camions de pompiers ont atteint le Tupolev et ont commencé à éteindre les flammes avec de la mousse, mais ont été gênés par la présence de survivants à proximité de l'avion. À 10h20, l'avion est entièrement en proie au feu, avec du carburant fuyant des réservoirs et propageant les flammes sur l'aire de trafic.

### L'épave du Tupolev après l'incendie

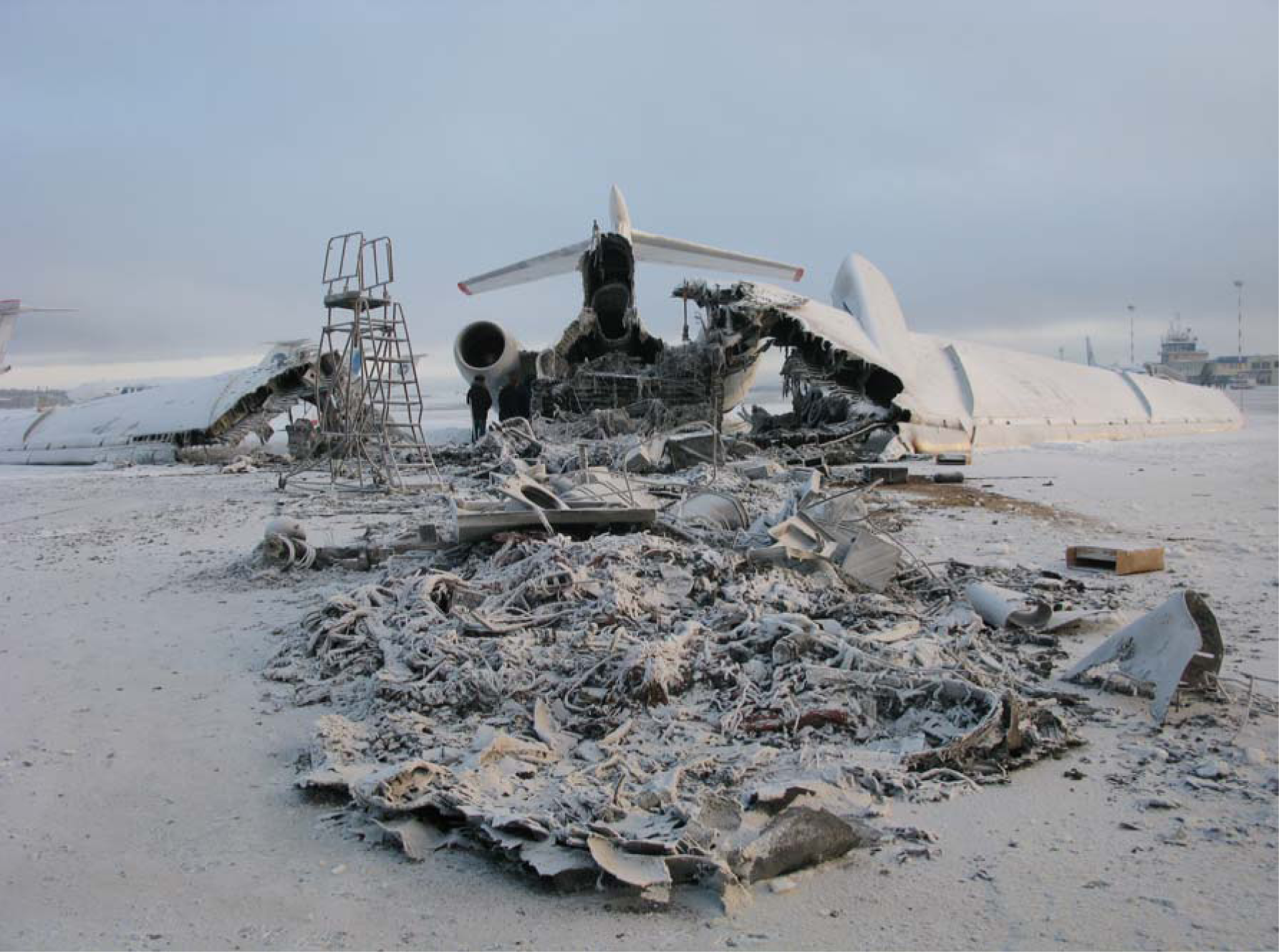
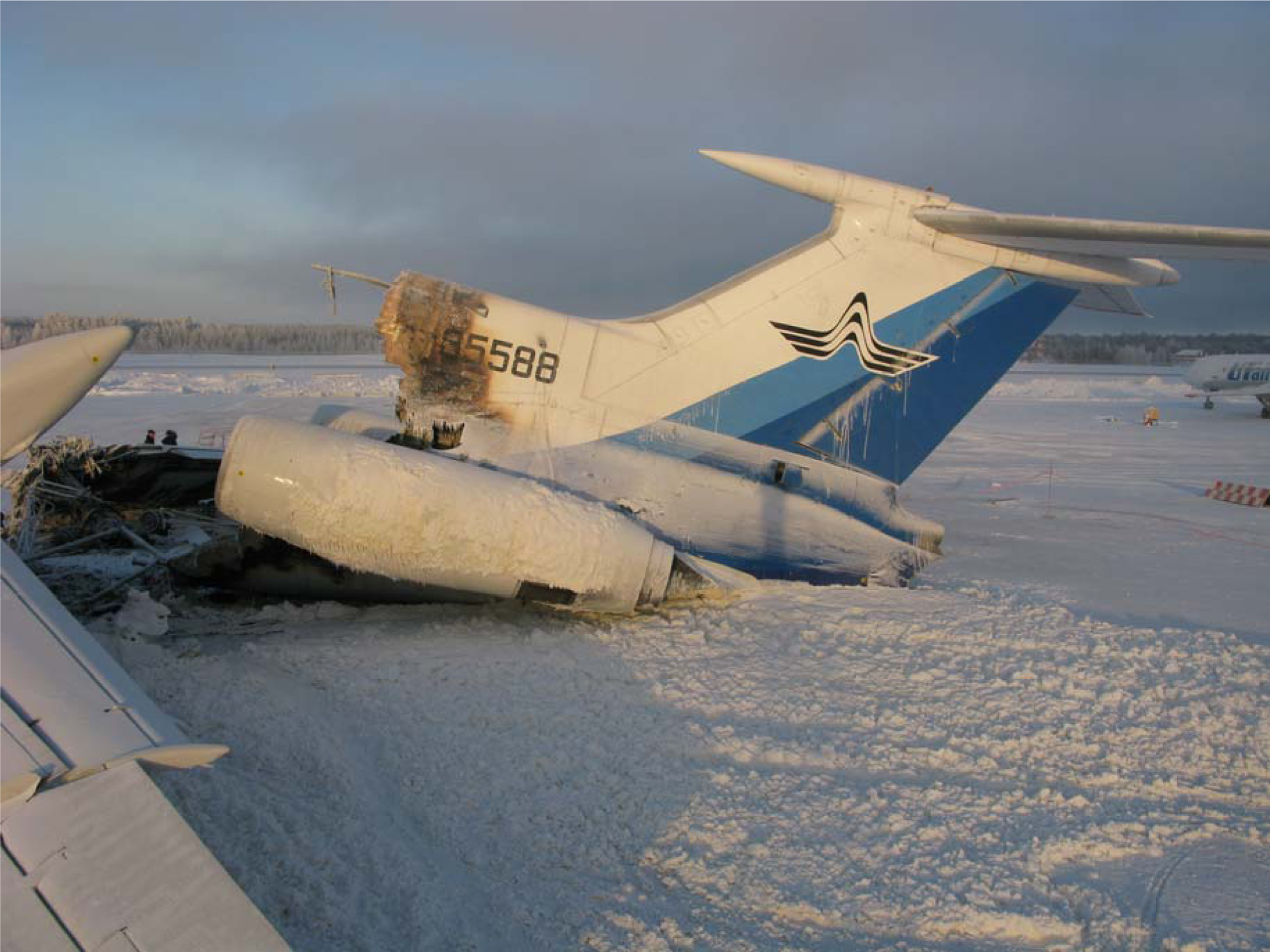

Le feu a été maîtrisé vers 10h40; à ce moment-là, seules la section de la queue et la partie extérieure des ailes ont survécu à l'incendie. Trois passagers ont été tués et 43 ont été blessés, dont quatre grièvement, par inhalation de fumée ou brûlures.

## Enquête
Le Comité inter-États de l'aviation russe (MAK) a ouvert une enquête sur l'accident. Une enquête pénale distincte a été également ouverte pour enquêter sur les allégations de violation des règles de transport et de sécurité contre les risques d'incendie. Les deux enregistreurs de vol ont été récupérés et analysés. Le ministère russe des Situations d'urgence a déclaré que les premières enquêtes indique qu'un court-circuit électrique est la cause de l'incendie, qui a commencé dans la zone centrale du fuselage, située devant les moteurs, qui montés à l'arrière du Tupolev.
En septembre 2011, le MAK a publié son rapport final, confirmant que la cause probable de l'incendie est un court-circuit survenu dans un panneau électrique, situé sur le côté droit du fuselage et abritant les contacteurs des générateurs électriques de l'appareil. Peu de temps après le démarrage des moteurs, l'équipage a connecté les générateurs au réseau électrique de bord, comme d'habitude, mais les contacteurs très usés n'ont pas fonctionné correctement, ce qui a entraîné une configuration anormale des circuits produisant un courant 10 à 20 fois supérieurs à sa valeur nominale, entraînant un arc électrique conduisant à l'incendie. 
Le MAK a également déterminé qu'aucun calendrier indiquant les opérations d'entretien pour le tableau électrique en question n'existait à bord de l'avion.